# Соколівщина (Диканський район)
Соколівщина — колишнє село в Україні.
Підпорядковувалося Байрацькій сільській раді Диканського району Полтавської області. 
На Військово-топографічній карті 1863-1878 років позначене як село Колодязі на 24 двори. Час зміни назви з Колодязів на Соколівщину невідомий.
На карті 1987 р. позначене як нежитлове, мало форму стадіону, вздовж вулиці розташовувалася розріджена забудова. Також карта фіксує у вже покинутому селі водогінну башту.
11 липня 1990 року рішенням Полтавської обласної ради село зняте з обліку. Зараз у північній частині колишнього села розташовано промисловий об'єкт. 